# 卡尔·雅雷斯
卡尔·贾勒斯（德語：Karl Jarres，1874年9月21日—1951年10月20日），是魏玛德国时期人民党政治家。贾勒斯于1923年至1924年间相继在古斯塔夫·施特雷泽曼与威廉·马克思两届内阁中出任副总理，之后他曾参加1925年德国总统选举，并取得第一轮竞选的最高票。贾勒斯自1914年开始便长期担任杜伊斯堡市长，直到1933年纳粹党掌权后被免职，此后他以从事实业为主。